# Надписи от дървета
Надписите от дървета са гигантски надписи, направени чрез засаждане на дървета. Това е вид ландшафтно изкуство (лендарт). Наподобява геоглиф, но за разлика от него е неустойчива форма във времето.

## В България

### „1300“
„1300“ е надпис, формиран като композиция от дървета в редица местности в България. Повод е честването на 1300 години от създаването на Първата българска държава. Това е едно от събитията отбелязващо годишнината, като на няколко места в България е изписан надписа чрез засаждане на дървета.
Списък с надписи „1300“:
| Град                                    | Илюстрация | Гугъл карти          | Информация |
| Обретеник                               |            | 43.569722, 25.788889 | Засадени са 1300 дървета във формата на годината. |
| Бяла                                    |            | 43.485833, 25.716944 | Освен надписът „1300“ е имало и лъвчета, които са заличени от времето. Ползван е черен бор. Намира се между Бяла и Стърмен. Дърветата изгарят през 2024 г. |
| Разград                                 |            | 43.556404, 26.534015 | Надписът се намира до телевизионната кула. |
| Ситово                                  |            |                      | Композиция от борове |
| Сомовит                                 |            |                      | |
| по пътя Силистра – Русе към Нова Попина |            |                      | |
| Борово                                  |            | 43.569722, 25.788889 | |
| Русе                                    |            |                      | Надписът се намира малко преди Русе, на главния път Плевен – Русе.                                                                                         |
| Тутракан                                |            | 44.026853, 26.587383 | Освен надписът „1300“ композицията от дървета включва и очертанията на България.                                                                           |
| Драгоман                                |            | 42.900056, 23.001201 | Надписът се е намирал на рид „Три уши“, но изгаря при пожар. В момента на мястото има каменен надпис „1885 - 2022 Съединение на България“.                 |

### Други надписи
| Град       | Надпис                                         | Гугъл карти          | Информация |
| Гагово     | „1923“                                         | 43.402846, 26.190158 | Част от Мемориален комплекс, посветен на загиналите гаговчани по време на Септемврийското въстание от 1923 г. и във войните за национално обединение.                   |
| Мъглиж     | „Мъглиж беше пръв"                             | 42.616944, 25.490278 | Надписът „Мъглиж беше пръв" е от поемата „Септември" на Гео Милев, описваща Септемврийското въстание през 1923 г. След 1989 г. не се поддържа и постепенно изчезва.     |
| Антон      | „Добре дошли в Софийски окръг“                 | 42.714167, 24.341667 | Надписът е дело на художника Цвятко Балев от село Мирково около 1976 г.                                                                                                 |
| Берковица  | „УОГС“                                         | 43.201389, 23.201389 | УОГС е абревиатура на „Учебно-опитно горско стопанство“ |
| Козлодуй   | „Хр, Ботев“                                    | 43.795653, 23.677842 | Надписът от дървета в парк „Христо Ботев“ е занемарен и изгубил с времето повечето си букви.                                                                            |
| Асеновград | „Боже, Царя ни пази“ или „Боже, пази България“ | 41.989461, 24.886721 | Преди около век, инициатива на местни горски служители, създава импозантен надпис от дървета. Били посадени липи, които особено контрастират наесен сред боровата гора. |

## Надписи по света

### Русия
В Русия има десетки надписи от дървета, най-много от които с надпис „Ленин“.

### Сърбия
- Надпис „Тито“, посветен на Йосип Тито, край Власина Округлица. 673056, 22.323333

### САЩ
- Надписът „Studebaker“, като вид реклама на американската автомобилна компания, е формиран от дървета, засадени през 1930 г. в щата Индиана.[8]